# Halcyon (console)
O Halcyon é um console de jogos eletrônicos não lançado, desenvolvido pela RDI Video Systems. O sistema estava previsto para ser lançado em janeiro de 1985 com um preço inicial de 1.800 a 3.200 dólares, mas não chegou a entrar no mercado devido à falta de leitores de disco acessíveis. Menos de 25 unidades do console foram produzidas antes da falência da empresa fabricante, e os protótipos e consoles totalmente montados foram vendidos a um investidor.
O Halcyon recebeu seu nome em homenagem ao computador HAL 9000 do filme 2001: A Space Odyssey. O console foi planejado a apresentar reconhecimento de fala e síntese de fala, tendo a habilidade de reconhecer mais de 100 palavras.
Apenas dois de cinco jogos planejados exclusivamente para o console foram lançados para o Halcyon: Thayer's Quest e NFL Football: Chargers vs. Raiders.

## Detalhes
O console é composto por dois componentes principais. O primeiro é o computador Halcyon, que é equipado com um microprocessador Z80B e possui 64K de memória combinada de RAM e ROM, além de um sistema de síntese de voz Votrax. Este componente do computador também oferece conexões para cartucho, teclado e fone de ouvido, assim como uma conexão serial para o leitor de LaserDisc, permitindo o controle da seleção e reprodução das cenas desejadas. O segundo componente do sistema é um leitor de LaserDisc Pioneer LD-700. Os jogos do Halcyon consistem em duas partes. A lógica do jogo ficava armazenada em um cartucho específico para cada título, contendo o vocabulário do jogo, dados necessários para o LaserDisc e quaisquer outras lógicas necessárias para o seu funcionamento. A parte em LaserDisc do jogo incluía todos os sons e vídeos.

## História
Em 1983, Rick Dyer, presidente da Advanced Microcomputer Systems, tinha um conceito para um jogo eletrônico de aventura interativo chamado Shadoan. O conceito era fortemente inspirado em jogos de aventura baseados em texto, mas em que o jogador teria de tomar uma decisão com base em uma história visual em vez de uma história textual. O primeiro protótipo da ideia desenvolvido pela empresa foi um jogo chamado “Secrets of the Lost Woods”, que continha apenas uma pequena parte da ideia de Shadoan. Engenheiros da AMS desenvolveram uma máquina dedicada para o conceito, chamada "The Fantasy Machine", um console de jogos eletrônicos que utilizava um projetor de fitas de cinema para gerar a imagem do jogo. A AMS tentou encontrar possíveis investidores no projeto, mas falhou em atrair interesse. Logo, o projeto foi adiado e a visão da empresa se tornou à criação de outros jogos, como Dragon's Lair, que também foi baseado em uma área de Shadoan, e Space Ace. Ambos os jogos se tornaram sucessos no mercado. Mais tarde, a Advanced Microcomputer Systems substituiu seu nome pela RDI Video Systems (Rick Dyer Industries). Aproveitando o sucesso da empresa, Dyer decidiu voltar à ideia de The Fantasy Machine, e planejou reformulá-la. a RDI queria que o novo sistema fosse totalmente controlado pela voz do usuário. Baseado no computador HAL 9000 do filme 2001: A Space Odyssey, o sistema foi batizado de "Halcyon".
O leitor de disco do Halcyon teria sido originalmente um leitor de Capacitance Electronic Disc (CED) do modelo SKT425, em uma parceria da RCA (Radio Corporation of America) com a RDI. Mas, com o LaserDisc se tornando a norma dos sistemas de ponta, a popularidade da tecnologia CED estava decaindo. No final de 1984, a RCA anunciou que deixaria de desenvolver o SKT425 e descontinuaria todos os outros reprodutores CED. Logo, a RDI decidiu mudar para o formato LaserDisc no Halcyon, escolhendo usar o modelo LD-700 da Pioneer com uma placa frontal personalizada como reprodutor de mídia. O sistema também era compatível com os modelos VP-1000 e LD-1100.
Em seu lançamento, o Halcyon foi anunciado em dois mercados de teste no final de 1984. Em cada loja, havia de 1 a 2 unidades em exibição, e os estabelecimentos estavam aceitando pré-vendas. O sistema foi comercializado como um centro multimídia, acompanhado do jogo Thayer's Quest, e tinha um preço de venda de 2.100 dólares. Uma versão que não incluía a função de talkback, poderia reduzir o custo em 300 dólares e foi mencionada como uma opção que estaria disponível eventualmente. Um valor adicional de 1.100 dólares era necessário para adquirir o leitor LD-700 temático do Halcyon, caso o comprador não possuísse um leitor de LaserDisc compatível. Um controlador de infravermelho opcional permitiria que o Halcyon fosse capaz de gerenciar outros dispositivos controlados por radiação infravermelha na casa do usuário.
O Halcyon não alcançou sucesso, principalmente devido ao seu alto custo, causando a RDI teve que declarar falência. Os protótipos e consoles montados restantes foram vendidos a um investidor.

## Jogos
| Nome                               | Lançado |
| ---------------------------------- | ------- |
| Thayer's Quest                     | Sim     |
| NFL Football: Chargers vs. Raiders | Sim     |
| Orpheus                            | Não     |
| Shadow of the Stars                | Não     |
| Voyage to the New World            | Não     |
| The Spirit of the Whittier Mansion | Não     |
| Cobra Command                      | Não     |

## Especificações técnicas
- Processador: Microprocessador Z80B a 6 MHz
- RAM: 64KB de RAM/ROM combinados
- Vídeo: 560x480 com 16.7 milhões de cores
- Áudio: Amostragem estéreo de 16 bits e saída a 44 kHz
- Leitor: Pioneer LD-700 LaserDisc
- Sintetizador de voz: Chip Votrax
- Entradas de dispositivos: Fone de ouvido, teclado, antena de rádio, porta DIN I\O de 8 pinos
- Fonte de alimentação interna: AC 120V, 50\60Hz, 33W
- Formato de mídia: Cartucho de dados de LaserDisc